# Андреа Лукезі
Андр́еа Луке́зі (італ. Andrea Luchesi; 23 травня 1741, Мотта ді Лівенца, провінція Тревізо, Італія — 21 березня 1801, Бонн) — італійський композитор і органіст.

## Біографія
У 1757 році приїхав до Венеції, вчився, серед інших, у Джоаккіно Коккі і Бальдассаре Ґалуппі, працював у Венеції і Падуї.
З 1771 року працював у Бонні, в 1774—1794 роках — придворний капельмейстер. Імовірно був вчителем молодого Людвіга ван Бетховена. Серед учнів Лукезі був Антонін Рейха, один з його клавесинних концертів виконував Вольфганг Амадей Моцарт.

## Твори

### Опери
- L'isola della fortuna, опера-буффа (1765)
- Il marito geloso, опера-буффа (1766)
- Le donne sempre donne, опера-буффа (1767)
- Il giocatore amoroso, опера-буффа (1769)
- Il matrimonio per astuzia, опера-буффа (1771)
- Ademira, опера-сериа (1784)
- L'amore e la misericordia guadagnano il gioco, опера-буффа (1794)

### Хорові твори
- Oratorio Sacer trialogus (1768)
- Stabat Mater (ок. 1770)
- Miserere (ок. 1770)
- Реквієм (1771)
- Oratorio Passione di N.S. Gesù Cristo, на текст Метастазио (1776)

### Твори для органу
- 12 Сонат, відомих як ‘Raccolta Donelli’ (1764)

### Інше
- 2 симфонії (1768)
- Sonata in fa ‘per il cimbalo’ (1771—1773)
- 6 Sonate 'per il cembalo con l'accompagnamento di un violino' Op.1 (1772)
- 3 симфонії op. 2 (1773)
- Концерт для клавесину (1773)
- Легка соната для скрипки і клавесину (1796)